# Alexander Jurjewitsch Junkow
Alexander Jurjewitsch Junkow (russisch Александр Юрьевич Юнков; * 21. November 1982 in Woskressensk, Russische SFSR) ist ein russischer Eishockeyspieler, der zuletzt bei Atlant Moskowskaja Oblast in der Kontinentalen Hockey-Liga unter Vertrag stand. Sein Bruder Michail ist ebenfalls ein professioneller Eishockeyspieler.

## Karriere
Alexander Junkow begann seine Karriere als Eishockeyspieler in der Nachwuchsabteilung des HK Dynamo Moskau, für dessen zweite Mannschaft er von 1998 bis 2000 in der drittklassigen Perwaja Liga aktiv war. Von 1999 bis 2002 war der Angreifer in der Wysschaja Liga, der zweiten russischen Spielklasse, für den THK Twer und ZSK WWS Samara aktiv. In der Saison 2002/03 stand er zudem in fünf Spielen für seinen Ex-Club Dynamo Moskau in der Superliga auf dem Eis. In der Saison 2003/04 lief er für den HK Liepājas Metalurgs parallel in der East European Hockey League und in der Lettischen Eishockeyliga auf.
Die Saison 2004/05 verbrachte Junkow beim Zweitligisten Witjas Tschechow, mit dem ihm der Aufstieg in die Superliga gelang. Zudem trat er in dieser Spielzeit zwei Mal für Chimik Woskressensk in der Superliga an. In den folgenden Jahren stand er je eine Spielzeit lang beim HK Spartak Moskau und Sewerstal Tscherepowez unter Vertrag. Für die Zeit von 2007 bis 2009 kehrte der Russe zu Spartak Moskau zurück, das zur Saison 2008/09 in die neu gegründete Kontinentale Hockey-Liga aufgenommen wurde. Gegen Saisonende wurde er von Spartaks Ligarivalen Amur Chabarowsk verpflichtet, für den er bis November 2010 spielte. Nach einem kurzen Engagement beim HK Traktor Tscheljabinsk kehrte Junkow zu Spartak Moskau zurück.
Ab Mai 2012 stand Junkow wieder bei Amur Chabarowsk unter Vertrag und gehörte dort in den nächsten zwei Spieljahren zu den Leistungsträgern. In der Saison 2014/15 kam er zunächst nur auf 2 Scorerpunkte aus 19 Partien, so dass er im Dezember 2014 an Atlant Moskowskaja Oblast abgegeben wurde.

## Erfolge und Auszeichnungen
- 2004 Meiste Vorlagen in den Playoffs der Lettischen Eishockeyliga
- 2005 Aufstieg in die Superliga mit Witjas Tschechow

## KHL-Statistik
(Stand: Ende der Saison 2013/14)